# Mercedes-Benz EQB
La Mercedes-Benz EQB (nome in codice X243) è un'autovettura elettrica di tipo SUV appartenente alla fascia medio-alta prodotto dalla casa automobilistica tedesca Mercedes-Benz a partire dal 2021.

## Descrizione
La EQB è il terzo veicolo elettrico della gamma EQ del costruttore tedesco e viene assemblata nell'impianto di Kecskemét in Ungheria per il mercato europeo e a Pechino dalla joint venture con la BAIC per il mercato cinese.
A differenza degli altri modelli della famiglia EQ come EQA, EQC ed EQS, la vettura non è stata anticipata da nessuna concept car. Presentata nell'aprile 2021 mediante la diffusione di alcune immagini e dati tecnici, la vettura ha poi debuttato in pubblico al salone di Shanghai.
L'EQB è disponibile sia in configurazione a trazione integrale che con la sola trazione anteriore ed è disponibile con layout a cinque o a sette posti. Costruita sulla piattaforma Mercedes-Benz MFA2, rispetto alla Mercedes-Benz EQA con la quale condivide alcune componenti meccaniche e del sistema elettrico, è leggermente più lungo e dispone di una terza fila di sedili aggiuntivi. 
Sono disponibili al lancio due versioni:
- EQB 250: motore anteriore con trazione anteriore.
- EQB 350 4MATIC: doppio motore anteriore e posteriore, quattro ruote motrici.

Ad alimentare la vettura c'è un motore elettrico PMS a magneti permanenti, che nella configurazione 250 eroga 165 kW (221 CV), mentre nella 350 sviluppa complessivamente 215 kW (288 CV). La batteria agli ioni di litio è posizionata sotto il pavimento dell'abitacolo, al tunnel centrale e al divano posteriore ed ha una capacità di 66,5 kWh. Autonomia dichiarata secondo il costruttore è di 419 km (ciclo WLTP). Le batterie vengono realizzate negli impianti Daimler di Kamenz in Germania e Jawor in Polonia. 
La vettura può essere ricaricata attraverso la corrente continua (DC) fino ad una potenza massima di 100 kW; così facendo la batteria può essere riempita dal 10% all'80% della sua capacità in circa 30 minuti. È inoltre disponibile anche la ricarica attraverso la corrente alternata AC, con potenza massima fino a 11 kW.